# 2012 w filmie
Wydarzenia filmowe w 2012 roku.

2012 w filmie to 124. rok w historii kinematografii światowej.

## Kalendarium
- styczeń
  - 15 stycznia – 69. ceremonia wręczenia Złotych Globów
  - 19–29 stycznia – Sundance Film Festival
  - 25–5 lutego – 41. Międzynarodowy Festiwal Filmowy w Rotterdamie
  - 29 stycznia – 17. ceremonia wręczenia nagród Gildii Aktorów Filmowych
- luty
  - 9 lutego-19 lutego – 62. Międzynarodowy Festiwal Filmowy w Berlinie
  - 26 lutego – 84. ceremonia wręczenia Oscarów
- kwiecień
  - 18–19 kwietnia – Tribeca Film Festival
- maj
  - 7–12 maja – 37. Gdynia Film Festival
  - 16–27 maja – 65. Międzynarodowy Festiwal Filmowy w Cannes
  - 17–10 czerwca – Seattle International Film Festival
  - 28 maja-3 czerwca – 52. Krakowski Festiwal Filmowy
- czerwiec
  - 16–24 czerwca – 15. Międzynarodowy Festiwal Filmowy w Szanghaju
  - 21–30 czerwca – 34. Międzynarodowy Festiwal Filmowy w Moskwie
  - 29 czerwca-7 lipca – Międzynarodowy Festiwal Filmowy w Karlowych Warach
- lipiec
  - 19–29 lipca – 12. festiwal T-Mobile Nowe Horyzonty we Wrocławiu
- sierpień
  - 29 sierpnia-8 września – 69. Międzynarodowy Festiwal Filmowy w Wenecji
- wrzesień
  - 6–16 września – 37. Międzynarodowy Festiwal Filmowy w Toronto
  - 21–29 września – Międzynarodowy Festiwal Filmowy w San Sebastián
- październik
  - 12–21 października – 28. Warszawski Festiwal Filmowy
  - 18–25 października – 19. Austin Film Festival
  - 20–28 października – 25. Międzynarodowy Festiwal Filmowy w Tokio
- listopad
  - 2–11 listopada – 53. Międzynarodowy Festiwal Filmowy w Salonikach
  - 13–18 listopada – 3. American Film Festival we Wrocławiu
  - 24 listopada – 1 grudnia, Bydgoszcz, 20. Międzynarodowy Festiwal Sztuki Autorów Zdjęć Filmowych Camerimage
  - 27 listopada-6 grudnia – 35. Międzynarodowy Festiwal Filmowy w Kairze

## Premiery

### Filmy polskie
| Data            | Tytuł filmu                                            | Kraj   | Reżyseria                               | Obsada                                                              |
| --------------- | ------------------------------------------------------ | ------ | --------------------------------------- | ------------------------------------------------------------------- |
| 5 stycznia      | W ciemności                                            | /      | Agnieszka Holland                       | Robert Więckiewicz, Benno Fürmann, Agnieszka Grochowska             |
| 20 stycznia     | Kreskostoria Polski                                    | Polska | Bartek Kędzierski                       | -                                                                   |
| 20 stycznia     | Rzeź                                                   | /      | Roman Polański                          | Jodie Foster, John C. Reilly, Kate Winslet, Christoph Waltz         |
| 20 stycznia     | Sztos 2                                                | Polska | Olaf Lubaszenko                         | Cezary Pazura, Jan Nowicki, Bogusław Linda, Borys Szyc              |
| 27 stycznia     | Nagroda                                                | /      | Paula Markovitch                        | Laura Agorreca, Sharon Herrera, Paula Galinelli Hertzog             |
| 27 stycznia     | Robert Mitchum nie żyje                                | /      | Olivier Babinet Fred Kihn               | Olivier Gourmet, Pablo Nicomedes, Bakary Sangaré                    |
| 3 lutego        | Róża                                                   | Polska | Wojciech Smarzowski                     | Agata Kulesza, Marcin Dorociński, Szymon Bobrowski, Jerzy Rogalski  |
| 10 lutego       | Big Love                                               | Polska | Barbara Białowąs                        | Aleksandra Hamkało, Antoni Pawlicki, Robert Gonera                  |
| 10 lutego       | Z daleka widok jest piękny                             | Polska | Wilhelm Sasnal Anna Sasnal              | Marcin Czarnik, Agnieszka Podsiadlik, Elżbieta Okupska              |
| 17 lutego       | Sponsoring                                             | /      | Małgorzata Szumowska                    | Juliette Binoche, Anaïs Demoustier, Joanna Kulig                    |
| 2 marca         | Kac Wawa                                               | Polska | Łukasz Karwowski                        | Borys Szyc, Sonia Bohosiewicz, Antoni Pawlicki                      |
| 16 marca        | Hans Kloss. Stawka większa niż śmierć                  | Polska | Patryk Vega                             | Tomasz Kot, Piotr Adamczyk, Stanisław Mikulski, Emil Karewicz       |
| 30 marca        | Wyspa skazańców                                        | /      | Marius Holst                            | Stellan Skarsgård, Benjamin Helstad, Kristoffer Joner               |
| 6 kwietnia      | Wszystko płynie                                        | Polska | Piotr Ivan Ivanov Krzysztof Dziomdziora | Piotr Kamont                                                        |
| 20 kwietnia     | Lęk wysokości                                          | Polska | Bartosz Konopka                         | Marcin Dorociński, Krzysztof Stroiński, Magdalena Popławska         |
| 11 maja         | Księstwo                                               | Polska | Andrzej Barański                        | Rafał Zawierucha, Mateusz Zając, Michał Anioł, Aldona Jankowska     |
| 11 maja         | Nad życie                                              | Polska | Anna Plutecka-Mesjasz                   | Olga Bołądź, Michał Żebrowski, Danuta Stenka, Andrzej Mastalerz     |
| 25 maja         | Kop głębiej                                            | Polska | Konrad Szołajski                        | Ryszard Ronczewski, Adam Konowalski, Roman Kłosowski                |
| 25 maja         | Proste pragnienia                                      | Polska | Marek Stacharski                        | Aleksandra Nieśpielak, Bartłomiej Topa, Janusz Chabior              |
| 1 czerwca       | Heniek                                                 | Polska | Eliza Kowalewska Grzegorz Madej         | Maciej Słota, Beata Schimscheiner, Jacek Milczanowski               |
| 1 czerwca       | Twoja stara. Baśń                                      | Polska | Łukasz Jedynasty Marek Grabie           | Łukasz Jedynasty, Marek Grabie, Joanna Kołaczkowska                 |
| 20 lipca        | Bez wstydu                                             | Polska | Filip Marczewski                        | Mateusz Kościukiewicz, Agnieszka Grochowska, Maciej Marczewski      |
| 20 lipca        | Yuma                                                   | /      | Piotr Mularuk                           | Jakub Gierszał, Jakub Kamieński, Krzysztof Skonieczny               |
| 31 sierpnia     | Komisarz Blond i Oko sprawiedliwości                   | Polska | Paweł Czarzasty                         | Mariusz Pujszo, Anna Dereszowska, Marian Dziędziel                  |
| 21 września     | Jesteś Bogiem                                          | Polska | Leszek Dawid                            | Dawid Ogrodnik, Tomasz Schuchardt, Marcin Kowalczyk                 |
| 21 września     | Lato w mieście                                         | Polska | Agnieszka Gomułka                       | Jarosław Wierzbicki, Anna Wojton, Małgorzata Gawin                  |
| 28 września     | Felix, Net i Nika oraz Teoretycznie Możliwa Katastrofa | Polska | Wiktor Skrzynecki                       | Klaudia Łepkowska, Maciej Stolarczyk, Kamil Klier                   |
| 12 października | Bitwa pod Wiedniem                                     | /      | Renzo Martinelli                        | F. Murray Abraham, Enrico Lo Verso, Jerzy Skolimowski               |
| 19 października | Obława                                                 | Polska | Marcin Krzyształowicz                   | Marcin Dorociński, Maciej Stuhr, Sonia Bohosiewicz, Weronika Rosati |
| 26 października | Sanctuary                                              | /      | Norah McGettigan                        | Jan Frycz, Agnieszka Żulewska, Anne-Marie Duff                      |
| 26 października | Trzy siostry T                                         | Polska | Maciej Kowalewski                       | Rafał Mohr, Bogusława Schubert-Massoc, Małgorzata Rożniatowska      |
| 26 października | W sypialni                                             | Polska | Tomasz Wasilewski                       | Katarzyna Herman, Tomasz Tyndyk, Agata Buzek                        |
| 9 listopada     | Pokłosie                                               | Polska | Władysław Pasikowski                    | Maciej Stuhr, Ireneusz Czop, Danuta Szaflarska                      |
| 16 listopada    | Mój rower                                              | Polska | Piotr Trzaskalski                       | Artur Żmijewski, Michał Urbaniak, Krzysztof Chodorowski             |
| 23 listopada    | Fuck for Forest                                        | /      | Michał Marczak                          |                                                                     |
| 23 listopada    | Ixjana                                                 | Polska | Józef Skolimowski Michał Skolimowski    | Sambor Czarnota, Magdalena Boczarska, Borys Szyc                    |
| 30 listopada    | Od pełni do pełni                                      | Polska | Tomasz Szafrański                       | Andrzej Nejman, Katarzyna Glinka, Monika Kwiatkowska-Dejczer        |
| 7 grudnia       | Biec w stronę Ty                                       | Polska | Hanka Brulińska                         | Dagmara Ziaja, Lesław Żurek, Aleksandra Sobiesiak                   |
| 25 grudnia      | Supermarket                                            | Polska | Maciej Żak                              | Mikołaj Roznerski, Marian Dziędziel, Wojciech Zieliński             |
| 26 grudnia      | Piąta pora roku                                        | Polska | Jerzy Domaradzki                        | Ewa Wiśniewska, Marian Dziędziel, Andrzej Grabowski                 |

### Filmy zagraniczne

#### styczeń
| Premiera    | Premiera    | Tytuł filmu                    | Kraj                          | Reżyseria                | Obsada                                                     |
| Światowa    | W Polsce    | Tytuł filmu                    | Kraj                          | Reżyseria                | Obsada                                                     |
| ----------- | ----------- | ------------------------------ | ----------------------------- | ------------------------ | ---------------------------------------------------------- |
| (2011)      | 5 stycznia  | Kot w butach                   | Stany Zjednoczone             | Chris Miller             | Dubbing: Antonio Banderas, Salma Hayek, Zach Galifianakis  |
| (2011)      | 5 stycznia  | Sherlock Holmes: Gra cieni     | Stany Zjednoczone             | Guy Ritchie              | Robert Downey Jr., Jude Law, Jared Harris                  |
| (2011)      | 6 stycznia  | Viva Riva!                     | Demokratyczna Republika Konga | Djo Tunda Wa Munga       | Patsha Bay, Manie Malone, Fabrice Kwizera                  |
| (2011)      | 6 stycznia  | Almanya – Witajcie w Niemczech | Niemcy                        | Yasemin Şamdereli        | Vedat Erincin, Fahri Ögün Yardim, Lilay Huser              |
| (2011)      | 6 stycznia  | Człowiek z Havru               | /                             | Aki Kaurismäki           | André Wilms, Blondin Miguel, Jean-Pierre Darroussin        |
| (2011)      | 6 stycznia  | Powrót do domu                 | /                             | Milagros Mumenthaler     | María Canale, Martina Juncadella, Ailín Salas              |
| (2011)      | 13 stycznia | Alvin i wiewiórki 3            | Stany Zjednoczone             | Mike Mitchell            | Justin Long, Matthew Gray Gubler, Jesse McCartney          |
| (2011)      | 13 stycznia | Code Blue                      | Holandia                      | Urszula Antoniak         | Bien de Moor, Lars Eidinger, Annemarie Prins               |
| (2011)      | 13 stycznia | Czas wojny                     | Stany Zjednoczone             | Steven Spielberg         | Jeremy Irvine, Emily Watson, David Thewlis                 |
| (2011)      | 13 stycznia | Dziewczyna z tatuażem          | /                             | David Fincher            | Daniel Craig, Rooney Mara, Robin Wright, Stellan Skarsgård |
| (2011)      | 13 stycznia | Musimy porozmawiać o Kevinie   | /                             | Lynne Ramsay             | Tilda Swinton, John C. Reilly, Ezra Miller                 |
| (2011)      | 13 stycznia | Oslo, 31 sierpnia              | Norwegia                      | Joachim Trier            | Anders Borchgrevink, Andreas Braaten, Hans Olav Brenner    |
| (2010)      | 20 stycznia | Amador                         | Hiszpania                     | Fernando León de Aranoa  | Magaly Solier, Celso Bugallo, Pietro Sibille               |
| (2011)      | 20 stycznia | Muppety                        | Stany Zjednoczone             | James Bobin              | Amy Adams, Jason Siegel, Chris Cooper                      |
| 20 stycznia | 20 stycznia | Underworld: Przebudzenie       | Stany Zjednoczone             | Måns Mårlind Björn Stein | Kate Beckinsale, Michael Ealy, India Eisley                |
| (2011)      | 27 stycznia | Combat girls. Krew i honor     | Niemcy                        | David Wnendt             | Alina Levshin, Jella Haase, Sayed Ahmad                    |
| 26 stycznia | 27 stycznia | Człowiek na krawędzi           | Stany Zjednoczone             | Asger Leth               | Sam Worthington, Elizabeth Banks, Jamie Bell               |
| 13 stycznia | 27 stycznia | Kontrabanda                    | /                             | Baltasar Kormákur        | Mark Wahlberg, Giovanni Ribisi, Kate Beckinsale            |
| (2011)      | 27 stycznia | Lollipop Monster               | Niemcy                        | Ziska Riemann            | Jella Haase, Sarah Horvath, Nicolette Krebitz              |
| (2010)      | 27 stycznia | Moja łódź podwodna             | /                             | Richard Ayoade           | Craig Roberts, Sally Hawkins, Paddy Considine              |
| (2011)      | 27 stycznia | Najczarniejsza godzina         | Stany Zjednoczone             | Chris Gorak              | Rachael Taylor, Joel Kinnaman, Emile Hirsch                |
| (2011)      | 27 stycznia | Zupełnie inny weekend          | Wielka Brytania               | Andrew Haigh             | Tom Cullen, Chris New, Laura Freeman                       |

#### luty
| Premiera  | Premiera  | Tytuł filmu                    | Kraj              | Reżyseria                              | Obsada                                                      |
| Światowa  | W Polsce  | Tytuł filmu                    | Kraj              | Reżyseria                              | Obsada                                                      |
| --------- | --------- | ------------------------------ | ----------------- | -------------------------------------- | ----------------------------------------------------------- |
| (2011)    | 3 lutego  | Idy marcowe                    | Stany Zjednoczone | George Clooney                         | Ryan Gosling, Paul Giamatti, George Clooney                 |
| (2011)    | 3 lutego  | Jack i Jill                    | Stany Zjednoczone | Dennis Dugan                           | Adam Sandler, Katie Holmes, Al Pacino                       |
| 3 lutego  | 3 lutego  | Kronika                        | /                 | Josh Trank                             | Michael B. Jordan, Michael Kelly, Alex Russell              |
| (2011)    | 3 lutego  | Mój tydzień z Marilyn          | /                 | Simon Curtis                           | Michelle Williams, Eddie Redmayne, Kenneth Branagh          |
| (2010)    | 3 lutego  | Obca                           | Niemcy            | Feo Aladag                             | Sibel Kekilli, Nizam Schiller, Derya Alabora                |
| (1991)    | 3 lutego  | Piękna i Bestia                | Stany Zjednoczone | Gary Trousdale Kirk Wise               | Dubbing: Paige O’Hara, Robby Benson, Richard White          |
| (2011)    | 10 lutego | Artysta                        | /                 | Michel Hazanavicius                    | Jean Dujardin, Bérénice Bejo, John Goodman                  |
| (2011)    | 10 lutego | Czarodziejka                   | /                 | Dominique Abel Fiona Gordon Bruno Romy | Dominique Abel, Fiona Gordon, Philippe Martz                |
| (1999)    | 10 lutego | Gwiezdne wojny – Mroczne widmo | Stany Zjednoczone | George Lucas                           | Ewan McGregor, Liam Neeson, Natalie Portman                 |
| (2011)    | 10 lutego | Hugo i jego wynalazek          | Stany Zjednoczone | Martin Scorsese                        | Sacha Baron Cohen, Jude Law, Chloë Moretz                   |
| 10 lutego | 10 lutego | I że cię nie opuszczę          | Stany Zjednoczone | Michael Sucsy                          | Rachel McAdams, Channing Tatum, Sam Neill                   |
| (2011)    | 10 lutego | Odrobina nieba                 | Stany Zjednoczone | Nicole Kassell                         | Gael Garcia Bernal, Peter Dinklage, Kate Hudson, Lucy Punch |
| (2010)    | 10 lutego | Rammbock                       | /                 | Marvin Kren                            | Sebastian Achilles, Ingrid Beerbaum, Carsten Behrendt       |
| (2011)    | 10 lutego | Żelazna Dama                   | /                 | Phyllida Lloyd                         | Meryl Streep, Jim Broadbent, Richard E. Grant               |
| 17 lutego | 17 lutego | Na ratunek wielorybom          | /                 | Ken Kwapis                             | Drew Barrymore, John Krasinski, John Pingayak               |
| 17 lutego | 17 lutego | Podróż na Tajemniczą Wyspę     | Stany Zjednoczone | Brad Peyton                            | Josh Hutcherson, Dwayne Johnson, Michael Caine              |
| (2011)    | 17 lutego | Ponad nami tylko niebo         | Niemcy            | Jan Schomburg                          | Sandra Hüller, Georg Friedrich, Felix Schmidt-Knopp         |
| (2011)    | 17 lutego | Spadkobiercy                   | Stany Zjednoczone | Alexander Payne                        | George Clooney, Shailene Woodley, Amara Miller              |
| 17 lutego | 24 lutego | A więc wojna                   | Stany Zjednoczone | McG                                    | Reese Witherspoon, Chris Pine, Tom Hardy                    |
| (2011)    | 24 lutego | Faust                          | Rosja             | Aleksandr Sokurow                      | Johannes Zeiler, Anton Adasiński, Isolda Dychauk            |
| (2010)    | 24 lutego | Lily                           | Francja           | Fabienne Berthaud                      | Diane Kruger, Ludivine Sagnier, Denis Menochet              |
| (2010)    | 24 lutego | Muminki w pogoni za kometą     | Finlandia         | Maria Lindberg                         | Dubbing: Marcin Bosak, Janusz Chabior, Zbigniew Zamachowski |
| (2010)    | 24 lutego | Poza szatanem                  | Francja           | Bruno Dumont                           | David Dewaele, Alexandra Lemâtre, Christophe Bon            |
| 10 lutego | 24 lutego | Safe House                     | Stany Zjednoczone | Daniel Espinoza                        | Denzel Washington, Ryan Reynolds, Robert Patrick            |
| (2011)    | 24 lutego | Ścigana                        | /                 | Steven Soderbergh                      | Gina Carano, Ewan McGregor, Michael Fassbender              |
| (2011)    | 24 lutego | Wstyd                          | Wielka Brytania   | Steve McQueen                          | Michael Fassbender, Carey Mulligan, James Badge Dale        |

#### marzec
| Premiera    | Premiera | Tytuł filmu                              | Kraj              | Reżyseria                    | Obsada                                                         |
| Światowa    | W Polsce | Tytuł filmu                              | Kraj              | Reżyseria                    | Obsada                                                         |
| ----------- | -------- | ---------------------------------------- | ----------------- | ---------------------------- | -------------------------------------------------------------- |
| (2011)      | 2 marca  | Bóg zemsty                               | Stany Zjednoczone | Roger Donaldson              | Nicolas Cage, January Jones, Guy Pearce                        |
| (2010)      | 2 marca  | Hello! How are you?                      | Rumunia           | Alexandru Maftei             | Dana Voicu, Ionel Mihailescu, Paul Diaconescu                  |
| (2010)      | 2 marca  | Histeria. Romantyczna historia wibratora | /                 | Tanya Wexler                 | Maggie Gyllenhaal, Hugh Dancy, Jonathan Pryce                  |
| 3 lutego    | 2 marca  | Kobieta w czerni                         | /                 | James Watkins                | Daniel Radcliffe, Janet McTeer, Ciarán Hinds                   |
| (2010)      | 2 marca  | Zakochany Goethe                         | Niemcy            | Philipp Stölzl               | Alexander Fehling, Miriam Stein, Moritz Bleibtreu              |
| (2010)      | 9 marca  | Coś pięknego                             | Włochy            | Paolo Virzì                  | Valerio Mastandrea, Micaela Ramazzotti, Stefania Sandrelli     |
| 27 stycznia | 9 marca  | Jak upolować faceta                      | Stany Zjednoczone | Julie Anne Robinson          | Katherine Heigl, Jason O’Mara, Daniel Sunjata                  |
| 9 marca     | 9 marca  | John Carter                              | Stany Zjednoczone | Andrew Stanton               | Taylor Kitsch, Lynn Collins, Willem Dafoe, Thomas Haden Church |
| 2 marca     | 9 marca  | Lorax                                    | Stany Zjednoczone | Chris Renaud Kyle Balda      | Dubbing: Zac Efron, Taylor Swift, Danny DeVito                 |
| 3 lutego    | 9 marca  | Pewnego razu w Anatolii                  | /                 | Nuri Bilge Ceylan            | Muhammet Uzuner, Yılmaz Erdoğan, Taner Birsel                  |
| (2011)      | 9 marca  | Terytorium wroga                         | Francja           | Stéphane Rybojad             | Diane Kruger, Djimon Hounsou, Benoît Magimel                   |
| (2010)      | 9 marca  | Zapiski z Toskanii                       | /                 | Abbas Kiarostami             | Juliette Binoche, William Shimell, Jean-Claude Carrière        |
| 6 stycznia  | 16 marca | Demony                                   | Stany Zjednoczone | William Brent Bell           | Fernanda Andrade, Simon Quarterman, Evan Helmuth               |
| (2010)      | 16 marca | Happy, happy                             | Norwegia          | Anne Sewitsky                | Agnes Kittelsen, Henrik Rafaelsen, Joachim Rafaelsen           |
| 30 marca    | 16 marca | Królewna Śnieżka                         | Stany Zjednoczone | Tarsem Singh                 | Lily Collins, Julia Roberts, Armie Hammer, Sean Bean           |
| (2011)      | 16 marca | Kupiliśmy zoo                            | Stany Zjednoczone | Cameron Crowe                | Matt Damon, Scarlett Johansson, Thomas Haden Church            |
| (2011)      | 16 marca | Wszystkie odloty Cheyenne’a              | /                 | Paolo Sorrentino             | Sean Penn, Frances McDormand, Judd Hirsch                      |
| (2011)      | 23 marca | Elena                                    | Rosja             | Andriej Zwiagincew           | Nadieżda Markina, Andriej Smirnow, Jelena Liadowa              |
| 23 marca    | 23 marca | Igrzyska śmierci                         | Stany Zjednoczone | Gary Ross                    | Jennifer Lawrence, Josh Hutcherson, Liam Hemsworth             |
| (2011)      | 23 marca | Martha Marcy May Marlene                 | Stany Zjednoczone | Sean Durkin                  | Elizabeth Olsen, Sarah Paulson, John Hawkes                    |
| (2011)      | 23 marca | Ostatnia miłość na Ziemi                 | /                 | David Mackenzie              | Ewan McGregor, Eva Green, Connie Nielsen                       |
| 27 stycznia | 23 marca | Przetrwanie                              | Stany Zjednoczone | Joe Carnahan                 | Liam Neeson, Dermot Mulroney, Frank Grillo                     |
| 24 lutego   | 23 marca | Raj na ziemi                             | Stany Zjednoczone | David Wain                   | Jennifer Aniston, Paul Rudd, Malin Åkerman                     |
| (2010)      | 23 marca | Samotność liczb pierwszych               | /                 | Saverio Costanzo             | Alba Rohrwacher, Luca Marinelli, Martina Albano                |
| (2011)      | 30 marca | Dokąd teraz?                             | /                 | Nadine Labaki                | Claude Baz Moussawbaa, Leyla Hakim, Nadine Labaki              |
| 30 marca    | 30 marca | Gniew tytanów                            | Stany Zjednoczone | Jonathan Liebesman           | Sam Worthington, Liam Neeson, Rosamund Pike                    |
| (2011)      | 30 marca | Koń turyński                             | /                 | Béla Tarr Ágnes Hranitzky    | János Derzsi, Erika Bók, Mihály Kormos                         |
| (2010)      | 30 marca | Marieke, Marieke                         | /                 | Sophie Schoukens             | Hande Kodja, Jan Decleir, Barbara Sarafian                     |
| (2010)      | 30 marca | Skowyt                                   | Stany Zjednoczone | Rob Epstein Jeffrey Friedman | James Franco, Jon Hamm, David Strathairn, Mary-Louise Parker   |
| 24 lutego   | 30 marca | Zaginiona                                | Stany Zjednoczone | Heitor Dhalia                | Amanda Seyfried, Jennifer Carpenter, Wes Bentley               |

#### kwiecień
| Premiera    | Premiera    | Tytuł filmu                            | Kraj              | Reżyseria                       | Obsada                                                     |
| Światowa    | W Polsce    | Tytuł filmu                            | Kraj              | Reżyseria                       | Obsada                                                     |
| ----------- | ----------- | -------------------------------------- | ----------------- | ------------------------------- | ---------------------------------------------------------- |
| (2010)      | 6 kwietnia  | Czarny ocean                           | /                 | Marion Hänsel                   | Adrien Jolivet, Nicolas Robin, Romain David                |
| (2011)      | 6 kwietnia  | Jazda na krawędzi                      | Wielka Brytania   | Richard De Aragues              | Narrator: Jared Leto                                       |
| 6 kwietnia  | 13 kwietnia | American Pie: Zjazd absolwentów        | Stany Zjednoczone | Jon Hurwitz, Hayden Schlossberg | Jason Biggs, Alyson Hannigan, Seann William Scott          |
| (2011)      | 13 kwietnia | Arirang                                | Korea Południowa  | Kim Ki-duk                      | ---                                                        |
| (2011)      | 13 kwietnia | Ghost Rider 2                          | /                 | Mark Neveldine Brian Taylor     | Nicolas Cage, Ciarán Hinds, Idris Elba                     |
| (2011)      | 13 kwietnia | Nietykalni                             | Francja           | Olivier Nakache Eric Toledano   | François Cluzet, Omar Sy, Anne Le Ny                       |
| 28 marca    | 13 kwietnia | Piraci!                                | /                 | Peter Lord Jeff Newitt          | Dubbing: Hugh Grant, Salma Hayek, Jeremy Piven             |
| 30 marca    | 13 kwietnia | StreetDance 2                          | /                 | Max Giwa Dania Pasquini         | George Sampson, Sofia Boutella, Falk Hentschel             |
| (2010)      | 13 kwietnia | Szczęśliwi ludzie: rok w tajdze        | Niemcy            | Dmitrij Wasiukow Werner Herzog  | ---                                                        |
| (1997)      | 13 kwietnia | Titanic                                | Stany Zjednoczone | James Cameron                   | Leonardo DiCaprio, Kate Winslet, Billy Zane                |
| (2011)      | 13 kwietnia | Życie to jest to                       | /                 | Álex de la Iglesia              | Salma Hayek, Santiago Segura, Javier Botet                 |
| 18 kwietnia | 20 kwietnia | Battleship: Bitwa o Ziemię             | Stany Zjednoczone | Peter Berg                      | Liam Neeson, Alexander Skarsgård, Taylor Kitsch            |
| (2011)      | 20 kwietnia | Facet do dziecka                       | Stany Zjednoczone | David Gordon Green              | Jonah Hill, Ari Graynor, Sam Rockwell                      |
| (2010)      | 20 kwietnia | Kajínek                                | Czechy            | Petr Jakl                       | Konstantin Ławronienko, Tatiana Vilhelmová, Bogusław Linda |
| (2011)      | 20 kwietnia | Minister                               | /                 | Pierre Schöller                 | Olivier Gourmet, Michel Blanc, Zabou Breitman              |
| (2011)      | 20 kwietnia | Połów szczęścia w Jemenie              | Wielka Brytania   | Lasse Hallström                 | Ewan McGregor, Emily Blunt, Amr Waked                      |
| 30 marca    | 20 kwietnia | REC 3: Geneza                          | Hiszpania         | Paco Plaza                      | Leticia Dolera, Javier Botet, Diego Martín                 |
| (2011)      | 20 kwietnia | She Monkeys                            | Szwecja           | Lisa Aschan                     | Mathilda Paradeiser, Linda Molin, Isabella Lindquist       |
| (2011)      | 20 kwietnia | Wichrowe Wzgórza                       | Wielka Brytania   | Andrea Arnold                   | Kaya Scodelario, Nichola Burley, James Howson              |
| (2011)      | 27 kwietnia | 5 dni wojny                            | Stany Zjednoczone | Renny Harlin                    | Rupert Friend, Emmanuelle Chriqui, Richard Coyle           |
| (2011)      | 27 kwietnia | Dom w głębi lasu                       | Stany Zjednoczone | Drew Goddard                    | Kristen Connolly, Chris Hemsworth, Anna Hutchison          |
| (2010)      | 27 kwietnia | Grabarz                                | Węgry             | Sándor Kardos                   | Zoltán Mucsi                                               |
| 11 lutego   | 27 kwietnia | Iron Sky                               | /                 | Timo Vuorensola                 | Julia Dietze, Udo Kier, Peta Sergeant                      |
| (2011)      | 27 kwietnia | Lady                                   | /                 | Luc Besson                      | Michelle Yeoh, David Thewlis, Jonathan Raggett             |
| (2011)      | 27 kwietnia | Przebaczenie krwi                      | /                 | Joshua Marston                  | Tristan Halilaj, Sindi Lacej, Refet Abazi                  |
| (2010)      | 27 kwietnia | Tulisie. Przygoda w słonecznej krainie | Hiszpania         | Alex Colls                      | Dubbing: Nora Abad, Andres Bellas, Xermana Carballido      |

#### maj
| Premiera    | Premiera | Tytuł filmu                           | Kraj              | Reżyseria                     | Obsada |
| Światowa    | W Polsce | Tytuł filmu                           | Kraj              | Reżyseria                     | Obsada |
| ----------- | -------- | ------------------------------------- | ----------------- | ----------------------------- | --- |
| (2010)      | 4 maja   | Przerwane pocałunki                   | Włochy            | Roberta Torre                 | Donatella Finocchiaro, Pino Micol, Beppe Fiorello                                                                                   |
| (2011)      | 4 maja   | Seksualni, niebezpieczni              | Wielka Brytania   | Ben Palmer                    | James Buckley, Blake Harrison, Joe Thomas                                                                                           |
| (2010)      | 4 maja   | Spłonie, kto najbliżej ognia stoi     | Turcja            | İsmail Güneş                  | Elifcan Ongurlar, Hakan Karahan, Yesim Ceren Bozoğlu                                                                                |
| 11 kwietnia | 11 maja  | Avengers                              | Stany Zjednoczone | Joss Whedon                   | Robert Downey Jr., Chris Evans, Mark Ruffalo, Chris Hemsworth, Scarlett Johansson, Jeremy Renner, Tom Hiddleston, Samuel L. Jackson |
| 1 maja      | 11 maja  | Dorwać gringo                         | Stany Zjednoczone | Adrian Grunberg               | Mel Gibson, Peter Stormare, Dean Norris                                                                                             |
| (2011)      | 11 maja  | Drapacz chmur                         | Dania             | Rune Schjøtt                  | Lukas Schwarz Thorsteinsson, Marta Holm Peschcke-Køedt, Lucas Schultz                                                               |
| (2011)      | 11 maja  | Opowieści, które żyją tylko w pamięci | /                 | Julia Murat                   | Lisa Fávero, Sonia Guedes, Ricardo Merkin                                                                                           |
| (2011)      | 11 maja  | Poliss                                | Francja           | Maïwenn                       | Karin Viard, Joey Starr, Marina Foïs                                                                                                |
| 2 marca     | 11 maja  | Projekt X                             | Stany Zjednoczone | Nima Nourizadeh               | Thomas Mann, Oliver Cooper, Jonathan Daniel Brown                                                                                   |
| (2011)      | 18 maja  | Ambasador                             | Dania             | Mads Brügger                  | ---- |
| (2011)      | 18 maja  | Babycall                              | /                 | Pål Sletaune                  | Noomi Rapace, Kristoffer Joner, Vetle Qvenild Werring                                                                               |
| 16 maja     | 18 maja  | Dyktator                              | Stany Zjednoczone | Larry Charles                 | Sacha Baron Cohen, Anna Faris, Ben Kingsley                                                                                         |
| (2011)      | 18 maja  | Hell                                  | /                 | Tim Felhbaum                  | Hannah Herzsprung, Stipe Erceg, Angela Winkler                                                                                      |
| 11 maja     | 18 maja  | Mroczne cienie                        | Stany Zjednoczone | Tim Burton                    | Johnny Depp, Michelle Pfeiffer, Eva Green                                                                                           |
| (2011)      | 18 maja  | Raid                                  | /                 | Gareth Evans                  | Iko Uwais, Ananda George, Ray Sahetapy                                                                                              |
| (2011)      | 18 maja  | Roman Polański: Moje życie            | Wielka Brytania   | Laurent Bouzereau             | --- |
| 20 maja     | 25 maja  | Faceci w czerni III                   | Stany Zjednoczone | Barry Sonnenfeld              | Will Smith, Tommy Lee Jones, Jemaine Clement                                                                                        |
| (2011)      | 25 maja  | Goryl Śnieżek w Barcelonie            | Hiszpania         | Andrés G. Schaer              | Dubbing: Elsa Pataky, Constantino Romero, Benjamin Nathan-Serio                                                                     |
| (2011)      | 25 maja  | Jiro śni o sushi                      | Stany Zjednoczone | David Gelb                    | Bohater: Jiro Ono |
| (2011)      | 25 maja  | Łowcy głów                            | /                 | Morten Tyldum                 | Aksel Hennie, Synnøve Macody Lund, Nikolaj Coster-Waldau                                                                            |
| (2011)      | 25 maja  | Najsamotniejsza z planet              | /                 | Julia Loktev                  | Hani Furstenberg, Gael García Bernal, Bidzina Gujabidze                                                                             |
| (2011)      | 25 maja  | Piękno                                | Południowa Afryka | Oliver Hermanus               | Deon Lotz, Charlie Keegan, Michelle Scott                                                                                           |
| (2010)      | 25 maja  | Trzy                                  | Niemcy            | Tom Tykwer                    | Sophie Rois, Sebastian Schipper, Devid Striesow                                                                                     |
| 17 lutego   | 25 maja  | Uwodziciel                            | /                 | Declan Donnellan Nick Ormerod | Robert Pattinson, Uma Thurman, Kristin Scott Thomas                                                                                 |

#### czerwiec
| Premiera    | Premiera   | Tytuł filmu                 | Kraj              | Reżyseria                     | Obsada                                                  |
| Światowa    | W Polsce   | Tytuł filmu                 | Kraj              | Reżyseria                     | Obsada                                                  |
| ----------- | ---------- | --------------------------- | ----------------- | ----------------------------- | ------------------------------------------------------- |
| 13 kwietnia | 1 czerwca  | Głupi, głupszy, najgłupszy  | Stany Zjednoczone | Bobby Farrelly Peter Farrelly | Sean Hayes, Chris Diamantopoulos, Will Sasso            |
| 25 lipca    | 1 czerwca  | Kopciuszek. Inna historia   | Francja           | Pascal Herold                 | Dubbing: Alexandra Lamy, Yolande Moreau, Isabelle Nanty |
| 11 kwietnia | 1 czerwca  | Królewna Śnieżka i Łowca    | Stany Zjednoczone | Rupert Sanders                | Kristen Stewart, Chris Hemsworth, Charlize Theron       |
| 1 czerwca   | 1 czerwca  | Pirania 3DD                 | Stany Zjednoczone | John Gulager                  | Danielle Panabaker, David Hasselhoff, Matt Bush         |
| (2011)      | 1 czerwca  | Projekt Nim                 | /                 | James Marsh                   | ----                                                    |
| (2011)      | 1 czerwca  | Tej nocy będziesz mój       | Wielka Brytania   | David Mackenzie               | Luke Treadaway, Natalia Tena, Mathew Baynton            |
| (2011)      | 8 czerwca  | Cygan                       | /                 | Martin Šulík                  | Miroslav Gulyas, Martina Kotlarova, Jan Mizigar         |
| (2011)      | 8 czerwca  | Koriolan                    | Wielka Brytania   | Ralph Fiennes                 | Ralph Fiennes, Gerard Butler, Brian Cox                 |
| (2011)      | 15 czerwca | Ave                         | Bułgaria          | Konstantin Bojanov            | Angela Nedialkova, Ovanes Torosian, Martin Brambach     |
| (2011)      | 15 czerwca | Hotel Marigold              | Wielka Brytania   | John Madden                   | Judi Dench, Bill Nighy, Maggie Smith, Tom Wilkinson     |
| (2010)      | 15 czerwca | Montevideo, smak zwycięstwa | Serbia            | Dragan Bjelogrlić             | Miloš Biković, Petar Strugar, Nina Janković             |
| (2011)      | 15 czerwca | Szepty                      | Wielka Brytania   | Nick Murphy                   | Rebecca Hall, Dominic West, Imelda Staunton             |
| (2010)      | 15 czerwca | Valhalla. Mroczny wojownik  | /                 | Nicolas Winding Refn          | Mads Mikkelsen, Maarten Stevenson, Alexander Morton     |
| 25 maja     | 22 czerwca | Cosmopolis                  | /                 | David Cronenberg              | Robert Pattinson, Juliette Binoche, Sarah Gadon         |
| (2011)      | 22 czerwca | Chwała dziwkom              | /                 | Michael Glawogger             | ----                                                    |
| 24 maja     | 22 czerwca | Czarnobyl. Reaktor strachu  | Stany Zjednoczone | Bradley Parker                | Jesse McCartney, Jonathan Sadowski, Olivia Dudley       |
| 18 maja     | 22 czerwca | Jak urodzić i nie zwariować | Stany Zjednoczone | Kirk Jones                    | Cameron Diaz, Matthew Morrison, J. Todd Smith           |
| (2010)      | 22 czerwca | Nie ma tego złego           | Dania             | Mikkel Munch-Fals             | Bodil Jørgensen, Sebastian Jessen, Henrik Prip          |
| (2011)      | 22 czerwca | Wielki rok                  | Stany Zjednoczone | David Frankel                 | Owen Wilson, Jack Black, Steve Martin                   |
| 23 stycznia | 29 czerwca | 2 dni w Nowym Jorku         | /                 | Julie Delpy                   | Julie Delpy, Chris Rock, Albert Delpy                   |
| 27 kwietnia | 29 czerwca | Jeszcze dłuższe zaręczyny   | Stany Zjednoczone | Nicholas Stoller              | Jason Segel, Emily Blunt, Chris Pratt                   |
| (2011)      | 29 czerwca | Słodkich snów               | Hiszpania         | Jaume Balagueró               | Luis Tosar, Marta Etura, Alberto San Juan               |

#### lipiec
| Premiera   | Premiera | Tytuł filmu                             | Kraj              | Reżyseria                                                           | Obsada                                                       |
| Światowa   | W Polsce | Tytuł filmu                             | Kraj              | Reżyseria                                                           | Obsada                                                       |
| ---------- | -------- | --------------------------------------- | ----------------- | ------------------------------------------------------------------- | ------------------------------------------------------------ |
| 3 lipca    | 4 lipca  | Niesamowity Spider-Man                  | Stany Zjednoczone | Marc Webb                                                           | Andrew Garfield, Emma Stone, Rhys Ifans                      |
| (2010)     | 6 lipca  | Brat                                    | Wenezuela         | Marcel Rasquin                                                      | Eliú Armas, Beto Benites, Gonzalo Cubero                     |
| 13 lipca   | 6 lipca  | Epoka lodowcowa 4: Wędrówka kontynentów | Stany Zjednoczone | Steve Martino, Mike Thurmeier                                       | Dubbing: John Leguizamo, Ray Romano, Denis Leary             |
| 16 marca   | 12 lipca | 21 Jump Street                          | Stany Zjednoczone | Phil Lord Chris Miller                                              | Jonah Hill, Channing Tatum, Ice Cube                         |
| (2011)     | 12 lipca | Dobre chęci                             | Rumunia           | Adrian Sitaru                                                       | Aura Calarasu, Magda Catone, Mirela Cioaba                   |
| 7 marca    | 12 lipca | Faceci od kuchni                        | Francja           | Daniel Cohen                                                        | Jean Reno, Michaël Youn, Raphaëlle Agogué                    |
| (2011)     | 12 lipca | Kochanie, poznaj moich kumpli           | Australia         | Stephan Elliott                                                     | Laura Brent, Xavier Samuel, Kris Marshall                    |
| (2011)     | 12 lipca | Kuzyni                                  | Hiszpania         | Daniel Sánchez Arévalo                                              | Quim Gutiérrez, Inma Cuesta, Raúl Arévalo                    |
| 29 czerwca | 12 lipca | Magic Mike                              | Stany Zjednoczone | Steven Soderbergh                                                   | Channing Tatum, Alex Pettyfer, Matthew McConaughey           |
| 22 czerwca | 12 lipca | Przyjaciel do końca świata              | Stany Zjednoczone | Lorene Scafaria                                                     | Steve Carell, Keira Knightley, Melanie Lynskey               |
| (2011)     | 20 lipca | I sprawiedliwość nie dla wszystkich     | Grecja            | Filippos Tsitos                                                     | Antonis Kafetzopoulos, Christos Stergioglou, Theodora Tzimou |
| 7 marca    | 20 lipca | Oburzeni                                | Francja           | Tony Gatlif                                                         | dokumentalny                                                 |
| 8 czerwca  | 20 lipca | Prometeusz                              | Stany Zjednoczone | Ridley Scott                                                        | Noomi Rapace, Charlize Theron, Michael Fassbender            |
| (2011)     | 20 lipca | Roman barbarzyńca                       | Dania             | Kresten Vestbjerg Andersen Thorbjørn Christoffersen Philip Einstein | Dubbing: Anders Juul, Hadi Ka-Koush, Lærke Winther Andersen  |
| 22 czerwca | 20 lipca | Rzecz o mych smutnych dziwkach          | Meksyk            | Henning Carlsen                                                     | Geraldine Chaplin, Ángela Molina, Emilio Echevarría          |
| (2010)     | 27 lipca | Długie dzieciństwo                      | Włochy            | Pupi Avati                                                          | Fabrizio Bentivoglio, Francesca Neri, Serena Grandi          |
| 19 lipca   | 27 lipca | Mroczny Rycerz powstaje                 | Stany Zjednoczone | Christopher Nolan                                                   | Christian Bale, Tom Hardy, Anne Hathaway                     |
| 27 lipca   | 27 lipca | Step Up 4 Revolution                    | Stany Zjednoczone | Scott Speer                                                         | Kathryn McCormick, Ryan Guzman, Cleopatra Coleman            |

#### sierpień
| Premiera    | Premiera    | Tytuł filmu                     | Kraj              | Reżyseria                              | Obsada                                                             |
| Światowa    | W Polsce    | Tytuł filmu                     | Kraj              | Reżyseria                              | Obsada                                                             |
| ----------- | ----------- | ------------------------------- | ----------------- | -------------------------------------- | ------------------------------------------------------------------ |
| (2011)      | 3 sierpnia  | Margaret                        | Stany Zjednoczone | Kenneth Lonergan                       | Anna Paquin, Matt Damon, Mark Ruffalo                              |
| (2011)      | 3 sierpnia  | Hasta la vista!                 | Belgia            | Geoffrey Enthoven                      | Charlotte Timmers, Roos Van Vlaenderen, Robrecht Vanden Thoren     |
| 8 czerwca   | 3 sierpnia  | Madagaskar 3                    | Stany Zjednoczone | Eric Darnell Tom McGrath Conrad Vernon | Dubbing: Artur Żmijewski, Małgorzata Kożuchowska, Jarosław Boberek |
| 21 stycznia | 3 sierpnia  | Wrong                           | Stany Zjednoczone | Quentin Dupieux                        | Jack Plotnick, Eric Judor, Alexis Dziena                           |
| 12 kwietnia | 3 sierpnia  | Lockout                         | Francja           | James Mather Stephen St. Leger         | Guy Pearce, Maggie Grace, Peter Stormare                           |
| 10 sierpnia | 10 sierpnia | Dziedzictwo Bourne’a            | Stany Zjednoczone | Tony Gilroy                            | Jeremy Renner, Rachel Weisz, Edward Norton                         |
| (2011)      | 10 sierpnia | Mistrz tańca powraca            | Dania             | Christian Bonke Andreas Koefoed        | dokumentalny                                                       |
| (2011)      | 17 sierpnia | Cztery lwy                      | Wielka Brytania   | Christopher Morris                     | Will Adamsdale, Riz Ahmed, Adeel Akhtar                            |
| 22 czerwca  | 17 sierpnia | Merida Waleczna                 | Stany Zjednoczone | Mark Andrews                           | Dubbing: Billy Connolly, Emma Thompson, Julie Walters              |
| (2011)      | 17 sierpnia | Portret o zmierzchu             | Rosja             | Angelina Nikonowa                      | Siergiej Borisow, Olga Dychowicznaja, Siergiej Goliudow            |
| 15 czerwca  | 17 sierpnia | Spadaj, tato                    | Stany Zjednoczone | Sean Anders                            | Adam Sandler, Andy Samberg, Leighton Meester                       |
| 21 czerwca  | 24 sierpnia | Abraham Lincoln: Łowca wampirów | Stany Zjednoczone | Timur Biekmambietow                    | Benjamin Walker, Dominic Cooper, Mary Elizabeth Winstead           |
| (2011)      | 24 sierpnia | Akacje                          | Argentyna         | Pablo Giorgelli                        | Germán de Silva, Hebe Duarte, Nayra Calle Mamani                   |
| (2011)      | 24 sierpnia | Alpy                            | Grecja            | Jorgos Lantimos                        | Stavros Psyllakis, Aris Serwetalis, Johnny Vekris                  |
| 17 sierpnia | 24 sierpnia | Niezniszczalni 2                | Stany Zjednoczone | Simon West                             | Sylvester Stallone, Liam Hemsworth, Randy Couture                  |
| 6 lipca     | 24 sierpnia | Zakochani w Rzymie              | Stany Zjednoczone | Woody Allen                            | Woody Allen, Penélope Cruz, Jesse Eisenberg                        |
| (2011)      | 24 sierpnia | Żniwa                           | Niemcy            | Benjamin Cantu                         | Lukas Steltner, Kai Michael Müller, Steven Baade                   |
| 3 sierpnia  | 31 sierpnia | Pamięć absolutna                | Stany Zjednoczone | Len Wiseman                            | Colin Farrell, Kate Beckinsale, Bryan Cranston                     |
| (2011)      | 31 sierpnia | Siostra twojej siostry          | Stany Zjednoczone | Lynn Shelton                           | Mark Duplass, Emily Blunt, Rosemarie DeWitt                        |
| (2011)      | 31 sierpnia | W pół drogi                     | Niemcy            | Andreas Dresen                         | Steffi Kühnert, Milan Peschel, Talisa Lilly Lemke                  |

#### wrzesień
| Premiera    | Premiera    | Tytuł filmu                             | Kraj              | Reżyseria              | Obsada                                                             |
| Światowa    | W Polsce    | Tytuł filmu                             | Kraj              | Reżyseria              | Obsada                                                             |
| ----------- | ----------- | --------------------------------------- | ----------------- | ---------------------- | ------------------------------------------------------------------ |
| 17 września | 7 września  | Dzwoneczek i sekret magicznych skrzydeł | Stany Zjednoczone | Tom Rogers Ryan Rowee  | Dubbing: Timothy Dalton, Lucy Hale, Megan Hilty                    |
| 22 sierpnia | 7 września  | Misiaczek                               | Dania             | Mads Matthiesen        | Kim Kold, David Winters, Elsebeth Steentoft                        |
| 31 sierpnia | 7 września  | Odwróceni zakochani                     | /                 | Juan Diego Solanas     | Kirsten Dunst, Jim Sturgess, Stella Maeve                          |
| 18 maja     | 7 września  | Raj: miłość                             | Stany Zjednoczone | Ulrich Seidl           | Margarete Tiesel, Peter Kazungu, Inge Maux                         |
| 29 czerwca  | 7 września  | Ted                                     | Stany Zjednoczone | Seth MacFarlane        | Mark Wahlberg, Mila Kunis, Seth MacFarlane                         |
| 8 sierpnia  | 14 września | Dwoje do poprawki                       | Stany Zjednoczone | David Frankel          | Meryl Streep, Tommy Lee Jones, Steve Carell                        |
| 14 września | 14 września | Resident Evil: Retrybucja               | /                 | Paul W.S. Anderson     | Milla Jovovich, Sienna Guillory, Michelle Rodriguez                |
| 23 maja     | 14 września | W drodze                                | /                 | Walter Salles          | Garrett Hedlund, Sam Riley, Kristen Stewart                        |
| 7 września  | 14 września | Wieczór panieński                       | Stany Zjednoczone | Leslye Headland        | Kirsten Dunst, Isla Fisher, Lizzy Caplan                           |
| (2011)      | 18 września | Każde życie jest cudem                  | Stany Zjednoczone | Andrew Erwin Jon Erwin | Rachel Hendrix, Jason Burkey, John Schneider, Jasmine Guy          |
| 18 września | 18 września | Supercyklon                             | Stany Zjednoczone | Liz Adams              | Nicholas Turturro, Ming-Na Wen, Andy Clemence                      |
| 16 lutego   | 21 września | Kochanek królowej                       | /                 | Nikolaj Arcel          | Alicia Vikander, Mads Mikkelsen, Mikkel Følsgaard                  |
| 17 sierpnia | 21 września | ParaNorman                              | Stany Zjednoczone | Chris Butler Sam Fell  | Dubbing: Kodi Smit-McPhee, Anna Kendrick, Christopher Mintz-Plasse |
| 27 lipca    | 21 września | Straż sąsiedzka                         | Stany Zjednoczone | Akiva Schaffer         | Ben Stiller, Vince Vaughn, Jonah Hill, Richard Ayoade              |
| 19 kwietnia | 21 września | Wiedźma wojny                           | Kanada            | Kim Nguyen             | Rachel Mwanza, Alain Lino Mic Eli Bastien, Serge Kanyinda          |
| 15 lutego   | 21 września | Zakochana bez pamięci                   | /                 | Sylvie Testud          | Juliette Binoche, Mathieu Kassovitz, Aure Atika                    |
| 21 września | 28 września | Dredd                                   | /                 | Pete Travis            | Karl Urban, Olivia Thirlby, Lena Headey                            |
| (2011)      | 28 września | Kobieta z piątej dzielnicy              | /                 | Paweł Pawlikowski      | Ethan Hawke, Kristin Scott Thomas, Joanna Kulig                    |
| 4 kwietnia  | 28 września | Na tropie Marsupilami                   | /                 | Alain Chabat           | Jamel Debbouze, Alain Chabat, Fred Testot                          |
| 12 lutego   | 28 września | Pozdrowienia z raju                     | /                 | Brillante Mendoza      | Isabelle Huppert, Coco Martin, Mercedes Cabral                     |
| 6 czerwca   | 28 września | Savages: ponad bezprawiem               | Stany Zjednoczone | Oliver Stone           | John Travolta, Taylor Kitsch, Blake Lively                         |

#### październik
| Premiera        | Premiera        | Tytuł filmu                        | Kraj              | Reżyseria | Obsada                                                 |
| Światowa        | W Polsce        | Tytuł filmu                        | Kraj              | Reżyseria | Obsada                                                 |
| --------------- | --------------- | ---------------------------------- | ----------------- | --- | ------------------------------------------------------ |
| (2011)          | 5 października  | Gra                                | /                 | Ruben Östlund | Kevin Vaz, Johan Jonason, Yannick Diakité              |
| 31 sierpnia     | 5 października  | Kronika opętania                   | /                 | Ole Bornedal | Natasha Calis, Jeffrey Dean Morgan, Kyra Sedgwick      |
| 13 czerwca      | 5 października  | Marina Abramović – artystka obecna | Stany Zjednoczone | Matthew Akers Jeff Dupre | ----                                                   |
| 18 czerwca      | 5 października  | Paryż-Manhattan                    | Francja           | Sophie Lellouche | Alice Taglioni, Patrick Bruel, Marine Delterme         |
| (2011)          | 5 października  | Piękne i bestia                    | Kanada            | Liliana Komorowska | ----                                                   |
| (2010)          | 5 października  | Szybki cash                        | Szwecja           | Daniel Espinoza | Joel Kinnaman, Matias Varela, Dragomir Mrsic           |
| (2011)          | 5 października  | Take This Waltz                    | /                 | Sarah Polley | Michelle Williams, Seth Rogen, Sarah Silverman         |
| 8 września      | 5 października  | Uprowadzona 2                      | Francja           | Olivier Megaton | Liam Neeson, Famke Janssen, Maggie Grace               |
| 7 września      | 5 października  | Żółwik Sammy 2                     | Belgia            | Ben Stassen | Dubbing: Pat Carroll, Carlos McCullers II, Cinda Adams |
| 20 kwietnia     | 12 października | Arktyka 3D                         | Stany Zjednoczone | Greg MacGillivray | Meryl Streep                                           |
| 27 czerwca      | 12 października | Bestie z południowych krain        | Stany Zjednoczone | Benh Zeitlin | Quvenzhané Wallis, Dwight Henry, Levy Easterly         |
| 29 lutego       | 12 października | Niewierni                          | Francja           | Emmanuelle Bercot Fred Cavayé Alexandre Courtès Jean Dujardin Michel Hazanavicius Jan Kounen Éric Lartigau Gilles Lellouche | Jean Dujardin, Gilles Lellouche, Lionel Abelanski      |
| (2011)          | 19 października | Cafe de Flore                      | /                 | Jean-Marc Vallée | Vanessa Paradis, Kevin Parent, Hélène Florent          |
| (2011)          | 19 października | Delikatność                        | Francja           | David Foenkinos Stéphane Foenkinos                                                                                          | Audrey Tautou, François Damiens, Bruno Todeschini      |
| 19 października | 19 października | Paranormal Activity 4              | Stany Zjednoczone | Henry Joost Ariel Schulman                                                                                                  | Katie Featherston, Kathryn Newton, Matt Shively        |
| (2011)          | 19 października | Samsara                            | Stany Zjednoczone | Ron Fricke | ----                                                   |
| 9 września      | 19 października | W szczękach rekina                 | Australia         | Kimble Rendall | Richard Brancatisano, Xavier Samuel, Chris Betts       |
| 1 czerwca       | 19 października | Whisky dla aniołów                 | /                 | Ken Loach | Paul Brannigan, John Henshaw, Gary Maitland            |
| (2011)          | 26 października | Chińczyk na wynos                  | /                 | Sebastián Borensztein | Ricardo Darín, Muriel Santa Ana, Ignacio Huang         |
| (2011)          | 26 października | Internat                           | /                 | Mary Harron | Sarah Bolger, Sarah Gadon, Lily Cole                   |
| (2009)          | 26 października | Jak to jest                        | Wielka Brytania   | Bruce Webb | Liza Tarbuck, Neve McIntosh, Josh Bolt                 |
| 23 października | 26 października | Skyfall                            | /                 | Sam Mendes | Daniel Craig, Helen McCrory, Javier Bardem             |
| 7 września      | 26 października | Zostań ze mną                      | Stany Zjednoczone | Ira Sachs | Thure Lindhardt, Zachary Booth, Julianne Nicholson     |

#### listopad
| Premiera        | Premiera     | Tytuł filmu                                              | Kraj              | Reżyseria                                | Obsada                                                           |
| Światowa        | W Polsce     | Tytuł filmu                                              | Kraj              | Reżyseria                                | Obsada                                                           |
| --------------- | ------------ | -------------------------------------------------------- | ----------------- | ---------------------------------------- | ---------------------------------------------------------------- |
| 6 października  | 2 listopada  | Asterix i Obelix: W Służbie jej królewskiej mości        | /                 | Laurent Tirard                           | Gérard Depardieu, Édouard Baer, Guillaume Gallienne              |
| (2011)          | 2 listopada  | Headshot. Mroczna karma                                  | /                 | Pen-Ek Ratanaruang                       | Nopachai Chaiyanam, Sirin Horwang, Chanokporn Sayoungkul         |
| 24 sierpnia     | 2 listopada  | Kryptonim: Shadow Dancer                                 | /                 | James Marsh                              | Clive Owen, Andrea Riseborough, Gillian Anderson                 |
| 28 września     | 2 listopada  | Looper – Pętla czasu                                     | /                 | Rian Johnson                             | Joseph Gordon-Levitt, Bruce Willis, Emily Blunt                  |
| 20 maja         | 2 listopada  | Miłość                                                   | /                 | Michael Haneke                           | Jean-Louis Trintignant, Emmanuelle Riva, Isabelle Huppert        |
| 26 października | 2 listopada  | Silent Hill: Apokalipsa                                  | /                 | Michael J. Bassett                       | Adelaide Clemens, Kit Harington, Sean Bean                       |
| 19 października | 9 listopada  | Alex Cross                                               | Stany Zjednoczone | Rob Cohen                                | Tyler Perry, Matthew Fox, Rachel Nichols                         |
| 8 marca         | 9 listopada  | Barbara                                                  | Niemcy            | Christian Petzold                        | Nina Hoss, Ronald Zehrfeld, Rainer Bock                          |
| 21 września     | 9 listopada  | Hotel Transylwania                                       | Stany Zjednoczone | Genndy Tartakovsky                       | Dubbing: Adam Sandler, Kevin James, Andy Samberg                 |
| 26 października | 9 listopada  | Na zawsze Laurence                                       | Kanada            | Xavier Dolan                             | Melvil Poupaud, Suzanne Clément, Nathalie Baye                   |
| (2011)          | 9 listopada  | Niech żyją antypody!                                     | Niemcy            | Wiktor Kossakowski                       | ---                                                              |
| (2003)          | 16 listopada | Gdzie jest Nemo?                                         | Stany Zjednoczone | Andrew Stanton Lee Unkrich               | Dubbing: Krzysztof Globisz, Kajetan Lewandowski, Olaf Lubaszenko |
| 21 września     | 16 listopada | Mistrz                                                   | Stany Zjednoczone | Paul Thomas Anderson                     | Philip Seymour Hoffman, Joaquin Phoenix, Amy Adams               |
| (2011)          | 16 listopada | Najświętsza Panienka, koptowie i ja                      | /                 | Namir Abdel Messeeh                      | ---                                                              |
| 16 listopada    | 16 listopada | Saga „Zmierzch”: Przed świtem – część 2                  | Stany Zjednoczone | Bill Condon                              | Kristen Stewart, Robert Pattinson, Taylor Lautner                |
| 10 listopada    | 23 listopada | Anna Karenina                                            | Wielka Brytania   | Joe Wright                               | Keira Knightley, Jude Law, Aaron Taylor-Johnson                  |
| 21 września     | 23 listopada | Atlas chmur                                              | /                 | Tom Tykwer Andy Wachowski Lana Wachowski | Tom Hanks, Halle Berry, Hugh Grant                               |
| (2010)          | 23 listopada | Chuligani                                                | /                 | Peter Mullan                             | Conor McCarron, Greg Forrest, Joe Szula                          |
| (2011)          | 23 listopada | Comic-Con Epizod V: Fani kontratakują                    | Stany Zjednoczone | Morgan Spurlock                          | ----                                                             |
| 12 lutego       | 23 listopada | Diaz                                                     | /                 | Daniele Vicari                           | Claudio Santamaria, Jennifer Ulrich, Elio Germano                |
| 29 sierpnia     | 23 listopada | Gangster                                                 | Stany Zjednoczone | John Hillcoat                            | Tom Hardy, Shia LaBeouf, Guy Pearce                              |
| 12 października | 23 listopada | Renifer Niko ratuje brata                                | Finlandia         | Kari Juusonen Jørgen Lerdam              | Dubbing: Kari Hietalahti, Juha Veijonen, Elina Knihtilä          |
| 12 października | 23 listopada | Sinister                                                 | Stany Zjednoczone | Scott Derrickson                         | Ethan Hawke, Juliet Rylance, James Ransone                       |
| 7 grudnia       | 30 listopada | Dino mama                                                | /                 | Yoon-suk Choi John Kafka                 | Dubbing: Jane Lynch, Rob Schneider, Tara Strong                  |
| 16 maja         | 30 listopada | Kochankowie z Księżyca. Moonrise Kingdom                 | Stany Zjednoczone | Wes Anderson                             | Jared Gilman, Kara Hayward, Bruce Willis                         |
| 12 października | 30 listopada | Operacja Argo                                            | Stany Zjednoczone | Ben Affleck                              | Ben Affleck, Bryan Cranston, John Goodman                        |
| (2011)          | 30 listopada | Przewodnik po Belgradzie z piosenką weselną i pogrzebową | Serbia            | Bojan Vuletic                            | Marko Janketic, Julie Gayet, Anita Mancic                        |
| 12 października | 30 listopada | 7 psychopatów                                            | /                 | Martin McDonagh                          | Colin Farrell, Woody Harrelson, Sam Rockwell                     |
| 3 października  | 30 listopada | Tam, gdzie rosną grzyby                                  | /                 | Jason Cortlund Julia Halperin            | Jason Cortlund, Tiffany Esteb, Almex Lee                         |
| 28 listopada    | 30 listopada | Tango Libre                                              | Francja           | Frédéric Fonteyne                        | François Damiens, Sergi López, Jan Hammenecker                   |
| (2011)          | 30 listopada | Tylko nie miłość                                         | /                 | Nicolas Cuche                            | Virginie Efira, François-Xavier Demaison, Armelle Deutsch        |

#### grudzień
| Premiera        | Premiera   | Tytuł filmu                    | Kraj              | Reżyseria                         | Obsada                                                   |
| Światowa        | W Polsce   | Tytuł filmu                    | Kraj              | Reżyseria                         | Obsada                                                   |
| --------------- | ---------- | ------------------------------ | ----------------- | --------------------------------- | -------------------------------------------------------- |
| (2011)          | 7 grudnia  | Biała noc                      | Francja           | Frédéric Jardin                   | Tomer Sisley, Serge Riaboukine, Julien Boisselier        |
| 20 września     | 7 grudnia  | Frankenweenie                  | Stany Zjednoczone | Tim Burton                        | Dubbing: Catherine O’Hara, Martin Short, Martin Landau   |
| 25 października | 7 grudnia  | Niebo w gębie                  | Francja           | Christian Vincent                 | Catherine Frot, Jean d’Ormesson, Hippolyte Girardot      |
| 16 lutego       | 7 grudnia  | To tylko wiatr                 | Węgry             | Benedek Fliegauf                  | Katalin Toldi, Gyöngyi Lendvai, Lajos Sárkány            |
| 22 maja         | 7 grudnia  | Zabić, jak to łatwo powiedzieć | Stany Zjednoczone | Andrew Dominik                    | Brad Pitt, Scoot McNairy, Ben Mendelsohn                 |
| 21 stycznia     | 7 grudnia  | Żądze i pieniądze              | Stany Zjednoczone | Stephen Frears                    | Bruce Willis, Rebecca Hall, Catherine Zeta-Jones         |
| 21 września     | 14 grudnia | Bogowie ulicy                  | Stany Zjednoczone | David Ayer                        | Jake Gyllenhaal, Michael Peña, Anna Kendrick             |
| (2011)          | 14 grudnia | Miłość z księżyca              | Niemcy            | Veit Helmer                       | Alexander Asochakov, Marie de Villepin, Sitora Farmonova |
| 21 stycznia     | 14 grudnia | Wysoka fala                    | Stany Zjednoczone | Curtis Hanson Michael Apted       | Jonny Weston, Gerard Butler, Elisabeth Shue              |
| (2011)          | 26 grudnia | 360. Połączeni                 | Wielka Brytania   | Fernando Meirelles                | Rachel Weisz, Jude Law, Anthony Hopkins                  |
| 21 listopada    | 26 grudnia | Gambit, czyli jak ograć króla  | Stany Zjednoczone | Michael Hoffman                   | Colin Firth, Cameron Diaz, Alan Rickman                  |
| (2011)          | 26 grudnia | Kurczak ze śliwkami            | Francja           | Vincent Paronnaud Marjane Satrapi | Mathieu Amalric, Édouard Baer, Maria de Medeiros         |
| 28 listopada    | 28 grudnia | Hobbit: Niezwykła podróż       | Nowa Zelandia     | Peter Jackson                     | Ian McKellen, Martin Freeman, Richard Armitage           |

## Nagrody filmowe

### Złote Globy
69. ceremonia wręczenia Złotych Globów odbyła się 15 stycznia 2012 roku.
- Pełna lista nagrodzonych

| Najlepszy film dramatycznySpadkobiercy Najlepszy reżyserMartin Scorsese za film Hugo i jego wynalazek | Najlepsza aktorka w filmie dramatycznymMeryl Streep za rolę w filmie Żelazna Dama Najlepszy aktor w filmie dramatycznymGeorge Clooney za rolę w filmie Spadkobiercy |

### Nagroda Gildii Aktorów Filmowych
18. ceremonia wręczenia nagród Gildii Aktorów Filmowych odbyła się 29 stycznia 2011 roku.
- Pełna lista nagrodzonych

| Najlepsza aktorkaViola Davis za rolę w filmie Służące Najlepszy aktorJean Dujardin za rolę w filmie Artysta | Najlepsza aktorka w serialu dramatycznymJessica Lange za rolę w serialu American Horror Story Najlepszy aktor w serialu dramatycznymSteve Buscemi za rolę w serialu Zakazane imperium |

### BAFTA
65. ceremonia wręczenia nagród Brytyjskiej Akademii Sztuk Filmowych i Telewizyjnych odbyła się 12 lutego 2012 roku.
- Pełna lista nagrodzonych

| Najlepszy filmArtysta Najlepszy reżyserMichel Hazanavicius za film Artysta | Najlepsza aktorkaMeryl Streep za rolę w filmie Żelazna Dama Najlepszy aktorJean Dujardin za rolę w filmie Artysta |

### Goya
26. ceremonia wręczenia Hiszpańskich Nagród Filmowych – Goya odbyła się 19 lutego 2012 roku.
- Pełna lista nagrodzonych

| Najlepszy filmNie zazna spokoju, kto przeklęty Najlepszy reżyserEnrique Urbizu za film Nie zazna spokoju, kto przeklęty | Najlepsza aktorkaElena Anaya za rolę w filmie Skóra, w której żyję Najlepszy aktorJosé Coronado za rolę w filmie Nie zazna spokoju, kto przeklęty |

### Złoty Niedźwiedź
62. Międzynarodowy Festiwal Filmowy w Berlinie odbył się w dniach 9–19 lutego 2012 roku.
- Pełna lista nagrodzonych

| Złoty NiedźwiedźCezar musi umrzeć, reż. Paolo i Vittorio Taviani Najlepszy reżyserChristian Petzold za film Barbara | Najlepsza aktorkaRachel Mwanza za rolę w filmie Wiedźma wojny Najlepszy aktorMikkel Følsgaard za rolę w filmie Kochanek królowej |

### Independent Spirit Awards
26. ceremonia wręczenia nagród Independent Spirit Awards odbyła się 25 lutego 2012 roku.
- Pełna lista nagrodzonych

| Najlepszy filmArtysta Najlepszy reżyserMichel Hazanavicius za film Artysta | Najlepsza aktorkaMichelle Williams za rolę w filmie Mój tydzień z Marilyn Najlepszy aktorJean Dujardin za rolę w filmie Artysta |

### Oscary
84. ceremonia wręczenia nagród Amerykańskiej Akademii Filmowej odbyła się 26 lutego 2012 roku.
- Pełna lista nagrodzonych

| Najlepszy filmArtysta Najlepszy reżyserMichel Hazanavicius za film Artysta | Najlepsza aktorkaMeryl Streep za rolę w filmie Żelazna Dama Najlepszy aktor: Jean Dujardin za rolę w filmie Artysta |

### Złota Malina
32. ceremonia wręczenia nagród Złotej Maliny odbyła się 1 kwietnia 2012 roku.
- Pełna lista nagrodzonych

| Najgorszy filmJack i Jill Najgorszy reżyserDennis Dugan za film Jack i Jill i Żona na niby | Najgorsza aktorkaAdam Sandler za rolę w filmie Jack i Jill Najgorszy aktor: Adam Sandler za rolę w filmie Jack i Jill i Żona na niby |

### Orły
14. ceremonia wręczenia Polskich Nagród Filmowych – Orłów odbyła się 19 kwietnia 2012 roku.
- Pełna lista nagrodzonych

| Najlepszy filmRóża Najlepszy reżyserWojciech Smarzowski za film Róża | Najlepsza aktorkaAgata Kulesza za rolę w filmie Róża Najlepszy aktorRobert Więckiewicz za rolę w filmie W ciemności |

### Złote Lwy
37. Festiwal Polskich Filmów Fabularnych w Gdyni odbył się w dniach 7–11 maja 2012 roku.
- Pełna lista nagrodzonych

| Złote LwyW ciemności Najlepszy reżyserAgnieszka Holland za film W ciemności | Najlepsza aktorkaAgnieszka Grochowska za rolę w filmie W ciemności Najlepszy aktorRobert Więckiewicz za role w filmie W ciemności |

### Złota Palma
65. Festiwal Filmowy w Cannes odbył się w dniach 16–27 maja 2012 roku.
- Pełna lista nagrodzonych

| Złota PalmaMiłość, reż. Michael Haneke Najlepszy reżyserCarlos Reygadas za film Post Tenebras Lux | Najlepsza aktorkaCristina Flutur i Cosmina Stratan za rolę w filmie Za wzgórzami Najlepszy aktorMads Mikkelsen za rolę w filmie Polowanie |

### Złoty Lew
69. Festiwal Filmowy w Wenecji odbył się w dniach 29 sierpnia-8 września 2012 roku.
- Pełna lista nagrodzonych

| Najlepszy filmPieta, reż. Kim Ki-duk Najlepszy reżyserPaul Thomas Anderson za film Mistrz | Najlepsza aktorkaHadas Jaron za rolę w filmie Wypełnić pustkę Najlepszy aktorJoaquin Phoenix i Philip Seymour Hoffman za rolę w filmie Mistrz |

### Europejska Nagroda Filmowa
25. ceremonia wręczenia Europejskich Nagród Filmowych odbyła się 1 grudnia 2012 roku.
- Pełna lista nagrodzonych

| Najlepszy europejski filmMiłość Najlepszy europejski reżyserMichael Haneke za film Miłość | Najlepsza europejska aktorkaEmmanuelle Riva za rolę w filmie Miłość Najlepszy europejski aktorJean-Louis Trintignant za rolę w filmie Miłość |

### Satelita
17. ceremonia wręczenia nagród Satelitów odbyła się 16 grudnia 2012 roku.
- Pełna lista nagrodzonych

| Najlepszy film dramatycznyPoradnik pozytywnego myślenia Najlepszy reżyserDavid O. Russell za film Poradnik pozytywnego myślenia | Najlepsza aktorkaJennifer Lawrence za rolę w filmie Poradnik pozytywnego myślenia Najlepszy aktorBradley Cooper za rolę w filmie Poradnik pozytywnego myślenia |

### Złota, Srebrna i Brązowa Żaba (Camerimage)
20. Międzynarodowy Festiwal Sztuki Autorów Zdjęć Filmowych Camerimage, 24 listopada – 1 grudnia, Bydgoszcz
- Złota Żaba: Nicolas Bolduc za zdjęcia do filmu Wiedźma wojny, reż. Kim Nguyen
- Srebrna Żaba: Caroline Champetier za zdjęcia do filmu Holy Motors, reż. Leos Carax
- Brązowa Żaba: Touraj Aslani za zdjęcia do filmu Pora nosorożca, reż. Bahman Ghobadi

## Zmarli
| - styczeń - 1 stycznia – Bob Anderson, aktor - 2 stycznia – Hanna Morawiecka, kostiumograf - 3 stycznia – Harry Fowler, aktor - 5 stycznia – Frederica Sagor Maas, scenarzystka - 5 stycznia – Artur Tereba, asystent operatora - 14 stycznia – Lasse Kolstad, aktor - 14 stycznia – Rosy Varte, aktorka - 17 stycznia – Piet Römer, aktor - 18 stycznia – Jadwiga Kędzierzawska, reżyserka - 18 stycznia – Jewgienij Żarikow, aktor - 19 stycznia – Jenny Tomasin, aktorka - 24 stycznia – Teo Angelopoulos, reżyser - 24 stycznia – James Farentino, aktor - 24 stycznia – Vadim Glowna, aktor/reżyser - 25 stycznia – Emil Hossu, aktor - 25 stycznia – Mabel Manzotti, aktorka - 25 stycznia – Kosta Conew, aktor - 25 stycznia – Nick Santino, aktor - 26 stycznia – Ian Abercrombie, aktor - 26 stycznia – Dimitra Arliss, aktorka - 26 stycznia – Robert Hegyes, aktor - 26 stycznia – Colin Tarrant, aktor - 28 stycznia – Czesław Cyran, wózkarz - 30 stycznia – John Rich, reżyser - 31 stycznia – Juan Carlos Gené, aktor |

- luty
  - 1 lutego –  Renata Własow, kostiumograf
  - 3 lutego –  Nikos Apergis, aktor
  - 3 lutego –  Ben Gazzara, aktor
  - 3 lutego –  Zalman King, aktor/reżyser
  - 3 lutego –  Raj Kanwar, reżyser
  - 4 lutego –  István Csurka, scenarzysta
  - 5 lutego –  Sam Coppola, aktor
  - 5 lutego –  Bill Hinzman, aktor
  - 6 lutego –  Peter Breck, aktor
  - 6 lutego –  Mike deGruy, scenarzysta/producent
  - 6 lutego –  Andrew Wight, operator filmowy
  - 8 lutego –  Phil Bruns, aktor
  - 8 lutego –  Márcia Maria, aktorka
  - 9 lutego –  O. P. Dutta, reżyser
  - 9 lutego –  Oscar Núñez, aktor
  - 10 lutego –  Gloria Lloyd, aktorka
  - 11 lutego –  Whitney Houston, aktorka/piosenkarka
  - 11 lutego –  Siergiej Kołosow, reżyser
  - 12 lutego –  Zina Bethune, aktorka
  - 12 lutego –  David Kelly, aktor
  - 13 lutego –  Russell Arms, aktor/piosenkarz
  - 13 lutego –  Frank Braña, aktor
  - 14 lutego –  Zlatko Crnković, aktor
  - 15 lutego –  Jacques Duby, aktor
  - 15 lutego –  Elyse Knox, aktorka
  - 16 lutego –  Chikage Awashima, aktorka
  - 17 lutego –  Atsuo Okunaka, reżyser
  - 19 lutego –  Georgi Czerkełow, aktor
  - 20 lutego –  Lydia Lamaison, aktorka
  - 21 lutego –  Yusuf Kurçenli, reżyser
  - 22 lutego –  Ludmiła Kasatkina, aktorka
  - 22 lutego –  Elżbieta Kurkowska, montażystka
  - 24 lutego –  Peter Halliday, aktor
  - 25 lutego –  Erland Josephson, aktor
  - 26 lutego –  Ewa Starowieyska, scenografka
  - 26 lutego –  Yvonne Verbeeck, aktorka
  - 27 lutego –  Piotr Pawłowski, aktor
  - 29 lutego –  Davy Jones, aktor/piosenkarz
- marzec
  - 1 marca –  Jerome Courtland, aktor
  - 4 marca –  Joan Taylor, aktorka
  - 5 marca –  Philip Madoc, aktor
  - 6 marca –  Richard B. Sherman, kompozytor
  - 7 marca –  Smaroula Giouli, aktorka
  - 7 marca –  Pierre Tornade, aktor
  - 9 marca –  Dennis Bowen, aktor
  - 9 marca –  Joy Mukherjee, aktor
  - 10 marca –  Nikos Dadinopoulos, aktor
  - 10 marca –  Mitsuko Sakai, aktorka
  - 11 marca –  Faith Brook, aktorka
  - 11 marca –  Tahira Wasti, aktor
  - 12 marca –  Włodzimierz Komorowski, scenograf
  - 13 marca –  Michel Duchaussoy, aktor
  - 13 marca –  Grete Nordrå, aktorka
  - 13 marca –  Ludmiła Szagałowa, aktorka
  - 14 marca –  Pierre Schoendoerffer, reżyser
  - 18 marca –  Ulu Grosbard, reżyser
  - 20 marca –  Noboru Ishiguro, reżyser
  - 21 marca –  Robert Fuest, reżyser
  - 21 marca –  Tonino Guerra, scenarzysta
  - 23 marca –  Witold Lesiewicz, reżyser
  - 24 marca –  Jose Prakash, aktor
  - 27 marca –  Warren Stevens, aktor
  - 28 marca –  Jolanta Rzaczkiewicz, aktorka
  - 28 marca –  Neil Travis, montażysta
  - 31 marca –  Ion Lucian, aktor
- kwiecień
  - 4 kwietnia –  Claude Miller, reżyser
  - 19 kwietnia –  Meenakshi Thapar, aktorka
  - 26 kwietnia –  Klaus Knuth, aktor
  - 28 kwietnia –  Patricia Medina, aktorka
  - 30 kwietnia –  Joel Goldsmith, kompozytor
- maj
  - 1 maja –  Gogó Andreu, aktor
  - 2 maja –  Fernando Lopes, reżyser
  - 4 maja –  Krystyna Ciechomska, aktorka
  - 9 maja –  Andrzej Czeczot, reżyser/rysownik
  - 22 maja –  Bolesław Sulik, reżyser/scenarzysta
  - 24 maja –  Andrzej Jurek, aktor
  - 29 maja –  Kaneto Shindō, reżyser/scenarzysta
  - 30 maja –  Arkadiusz Gęsikowski, kierownik produkcji
- czerwiec
  - 1 czerwca –  Czesław Mroczek, aktor
  - 2 czerwca –  Kathryn Joosten, aktorka
  - 7 czerwca –  J. Michael Riva, scenograf
  - 11 czerwca –  Janusz Weychert, scenarzysta/reżyser
  - 11 czerwca –  Ann Rutherford, aktorka
  - 15 czerwca –  Jerzy Mierzejewski, scenarzysta
  - 19 czerwca –  Romuald Drobaczyński, reżyser
  - 19 czerwca –  Richard Lynch, aktor
  - 24 czerwca –  Hanna Lachman, aktorka
  - 26 czerwca –  Nora Ephron, reżyserka/scenarzystka
- lipiec
  - 3 lipca –  Andy Griffith, aktor
  - 8 lipca –  Ernest Borgnine, aktor
  - 13 lipca –  Richard D. Zanuck, producent
  - 14 lipca –  Henryka Biedrzycka, reżyser dubbingowa
  - 15 lipca –  Celeste Holm, aktorka
  - 21 lipca –  Andrzej Łapicki, aktor
  - 22 lipca –  Bohdan Stupka, aktor
  - 22 lipca –  Frank Pierson, scenarzysta/reżyser
  - 27 lipca –  Geoffrey Hughes, aktor
  - 29 lipca –  August Kowalczyk, aktor
  - 29 lipca –  Dariusz Kuc, operator filmowy
  - 31 lipca –  Maria Janecka-Wasowska, aktorka
  - 31 lipca –  Gore Vidal, scenarzysta
- sierpień
  - 13 sierpnia –  Alicja Bienicewicz, aktorka
  - 19 sierpnia –  Tony Scott, reżyser
  - 27 sierpnia –  Wojciech Krysztofiak, scenograf
  - 27 sierpnia –  Jerzy Szpunar, aktor
  - 28 sierpnia –  Aleksander Wołejko, kaskader
- wrzesień
  - 3 września –  Michael Clarke Duncan, aktor
  - 7 września –  Leszek Drogosz, bokser/aktor
  - 8 września –  Aleksandr Bielawski, aktor
  - 9 września –  Jerzy Wasiuczyński, aktor
  - 10 września –  Zbigniew Gawroński, aktor
  - 15 września –  Pierre Mondy, aktor
  - 25 września –  Bohdan Wróblewski, aktor
  - 26 września –  Johnny Lewis, aktor
  - 27 września –  Herbert Lom, aktor
- październik
  - 14 października –  Janusz Krasiński, pisarz/scenarzysta
  - 17 października –  Kōji Wakamatsu, reżyser
  - 18 października –  Sylvia Kristel, aktorka
  - 20 października –  Przemysław Gintrowski, kompozytor
  - 21 października –  Kazimierz Iwiński, aktor
  - 22 października –  Russell Means, polityk/aktor
  - 24 października –  Wowo Bielicki, scenograf/aktor
  - 27 października –  Natina Reed, piosenkarka/aktorka
- listopad
  - 6 listopada –  Vladimír Jiránek, scenarzysta/reżyser
  - 7 listopada –  Richard Robbins, kompozytor
  - 9 listopada –  Jerzy Sopoćko, aktor
  - 23 listopada –  Larry Hagman, aktor
  - 26 listopada –  Joanna Bogacka, aktorka
- grudzień
  - 11 grudnia –  Otokar Balcy, operator dźwięku
  - 12 grudnia –  Stanisław Wyszyński, aktor
  - 24 grudnia –  Jack Klugman, aktor
  - 24 grudnia –  Charles Durning, aktor
  - 24 grudnia –  Richard Rodney Bennett, kompozytor
  - 26 grudnia –  Gerry Anderson, producent
  - 26 grudnia –  Irving Saraf, reżyser/producent
  - 27 grudnia –  Wanda Zeman, montażystka
  - 28 grudnia –  Tadeusz Paradowicz, aktor
  - 30 grudnia –  Harry Carey Jr., aktor
  - 30 grudnia –  Mike Hopkins, montażysta dźwięku